# Atelopus ardila
Espèce
Statut de conservation UICN

 CR D : 
En danger critique
Atelopus ardila est une espèce d'amphibiens de la famille des Bufonidae.

## Répartition
Cette espèce se rencontre entre 2 500 et 3 000 m d'altitude dans les paramo et subparamo de la cordillère des Andes :
- en Colombie dans les départements de Cauca et du Nariño sur le versant Est de la cordillère Centrale ;
- en Équateur dans la province de Carchi sur le versant Ouest de la cordillère Occidentale.

## Étymologie
Cette espèce est nommée en l'honneur de María Cristina Ardila-Robayo.

## Publication originale
- Coloma, Duellman, Almendáriz, Ron, Terán-Valdez, Guaysamin, 2010 : Five new (extinct?) species of Atelopus (Anura: Bufonidae) from Andean Colombia, Ecuador, and Peru. Zootaxa, no 2574, p. 1–54.